# Dick Gephardt
Dick Gephardt właściwie Richard Andrew Gephardt (ur. 31 stycznia 1941 w Saint Louis) – amerykański polityk z Partii Demokratycznej.

## Działalność polityczna
Od 3 stycznia 1977 do 3 stycznia 2005 przez czternaście kadencji był przedstawicielem 3. okręgu wyborczego w stanie Missouri Izbie Reprezentantów, gdzie od 1989 był w liderem większości (1989–1995), a po tym jak Republikanie zdobyli większość w Izbie w wyborach w 1994, liderem mniejszości (1995–2003). 
Kandydował w wyborach prezydenckich w 1988 i ponownie w 2004, ale nie zdobył nominacji swojej partii w prawyborach.